# Sciades inlineatus
Sciades inlineatus är en skalbaggsart som först beskrevs av Maurice Pic 1936.  Sciades inlineatus ingår i släktet Sciades och familjen långhorningar. Inga underarter finns listade i Catalogue of Life.